# Jacob Tullin Thams
Jacob Tullin Thams, född 7 april 1898 i Kristiania, död 27 juli 1954 i Oslo, var en norsk idrottare som deltog i tävlingar bland annat i backhoppning, nordisk kombination, segling, fotboll och längdskidåkning. Han tävlade för Idrettsforeningen Ready.

## Biografi
Jacob Tullin Thams föddes i stadsdelen Frogner i västra delen av centrala Kristiania (Oslo från 1925). Far var kapten och senare överstelöjtnant Birger Brynjulf Thams (1851–1928) och mor friherrinna Anna Lovisa Christina (född: Sparre) (1860–1944). "Tulla" som han kallades visade tidigt stor talang inom många idrotter. Ready blev hans idrottsförening genom hela hans idrottskarriär. Han spelade fotboll och hade framgångar inom friidrott innan han bestämde sig att satsa på skidsport. På den tiden stod nordisk kombination starkt inom norsk skidtradition. Egna backhoppstävlingar var mycket sällsynta. Tullin Thams hade goda resultat i nordisk kombination, men det var i backhoppningsgrenen han var allra bäst.

## Karriär
Jacob Tullin Thams slog igenom vid OS 1924 i Chamonix där han vann backhoppningen. Tullin Thams blev därmed historisk som den första olympiska guldvinnaren i backhoppningens historia. Tävlingen hölls i en "50-metersbacke" (K50) och "Tulla" hade två hopp som båda mättes till 49 meter. Med goda stilpoäng vann han tävlingen före landsmannen Narve Bonna och norsk-amerikanen Anders Haugen (som på grund av ett räknefel först blev dömd till fjärdeplats, men som till slut fick sin rättmätiga bronsmedalj 1974 efter att räknefelet upptäcktes många år senare). Norrmännen Thorleif Haug och Einar Landvik blev fyra och femma i backhoppstävlingen som för att illustrera hur "norsk" backhoppningen var på den tiden. OS-tävlingen räknades på den tiden även som världsmästerskap.
Vid VM 1926 i Lahtis lyckades Jacob Tullin Thams än en gång att vinna. Segrarna gjorde att han 1926 fick motta Holmenkollenmedaljen som den första som mottog den på grund av sina backhoppsprestationer. (Tidigare hade Holmenkollenmedaljen endast utdelats till utövare i nordisk kombination). Han vann också "Damenes pokal" (tilldelas från början 1884 idrottare som ved sidan om goda idrottsprestationer också visar upp artighet och vänlighet i idrottssammanhang. Senare har pokalen utdelats till bästa utövare i nordisk kombination) i Holmenkollen fyra år i rad (1924–1927).
Tullin Thams deltog även vid OS 1928 i St. Moritz och var nära att kopiera framgången i OS fyra år tidigare. Efter första hoppet låg han på femte plats. I andra hoppet satte han världsrekord med 73 meter, men föll och fick avdrag i stilpoängen. Han hamnade till slut på 28. plats. Tullin Thams hade före tävlingen vädjat till den schweiziska juryn att sätta ner farten eftersom för hög fart lätt kunde få de bästa backhopparna att hoppa för långt och på så sätt medföra stor skaderisk.
Under sommar-OS 1936 i Berlin tog Tullin Thams en silvermedalj i segling i 8-metersklassen som manskap i Magnus Konows båt Lully II. Segeltävlingarna ägde rum vid hamnstaden Kiel som tillhör världens stora seglingscentra.
Jacob Tullin Thams var den andra idrottaren någonsin, efter Eddie Eagan att vinna en OS-medalj i både vinter-OS och sommar-OS. Endast fem idrottare har klarat av prestationen att vinna medaljer i både sommar-OS och vinter-OS. Vid sidan om Eagan och Tullin Thams har Gillis Grafström, Clara Hughes och Christa Luding-Rothenburger klarat av detta till synes mycket svåra konststycke. Jacob Tullin Thams har, trots detta, aldrig blivit tilldelad Egebergs Ærespris.
Tullin Thams utvecklade även "Kongsberger tekniken" (norska: Kongsbergknekken) i backhoppning tillsammans med bland annat Sigmund Ruud. Efter dåtidens stilnorm skulle backhopparna stå så upprätt som möjligt under själva hoppet och armarna skulle rotera i luften. Redan under tävlingen i Holmenkollen 1922 bröt Tullin Thams med denna norm och lutade sig framåt i svävet och höll armarna i ro ner längs sidorna av kroppen. Med denna nya stil satte han 1922 backrekord i Holmenkollen (46 meter) och belönades med 19 stilpoäng av samtliga domare. Tekniken kom att bli den dominerande stilen fram till 1950-talet, då de finska backhopparna utvecklade en mera aerodynamisk stil.

## Annat
Jacob Tullin Thams spelade också för fotbollslaget Ready. Han var ansedd som en habil försvarsspelare. "Tulla" var genom hela sin aktiva idrottskarriär känd som en "sportens gentleman" och för sitt goda humör bland sina idrottskamrater, och tillhör de tidigaste generationerna norska idrottshjältar.